# Ivángorod
Ivángorod (en ruso: Ивангород; en estonio: Jaanilinn; en finés: Iivananlinna) es una ciudad del óblast de Leningrado, en Rusia, en el raión de Kingisepp. Está situada en la orilla derecha del río Narva, en la frontera ruso-estonia, a 159 km al oeste de San Petersburgo. Contaba con 10.916 habitantes en 2009, que se redujeron a solo 9486 hab. en 2020..
Ivángorod es conocida por su fortaleza.

## Geografía
Ivángorod es un importante punto de paso fronterizo y estación de ferrocarril en la línea Tallin - San Petersburgo- Está situada enfrente de la ciudad estonia de Narva.

## Historia
La fortaleza fue construida en 1492, durante el reinado de Iván III, por lo que recibió su nombre. Entre 1581 y 1590, y entre 1612 y 1704, fue controlada por los suecos. En estos períodos, Ivángorod recibió los privilegios de ciudad y fue administrada como una ciudad rusa de la Corona de Suecia hasta que en 1649, es convertida en un suburbio de Narva. A pesar de otros cambios en los referente a su territorio y soberanía, fue considerada parte de Narva desde 1649 a 1945.
En enero de 1919, a continuación del hundimiento del Imperio ruso, la nueva república independiente de Estonia estableció su soberanía sobre toda la ciudad de Narva, comprendiendo a Ivángorod. Esta situación fue reconocida por el Tratado de Tartu, firmado en 1920 entre la Unión Soviética y Estonia. Al volver a ocupar Estonia en 1944, durante la Segunda Guerra Mundial, las autoridades soviéticas separaron administrativamente a Ivángorod del resto de Narva, reasignándola al óblast de Leningrado de la RSFSR en enero de 1945. Ivángorod recibió el estatus de ciudad en 1954.
Tras la independencia de Estonia, en 1991, la frontera internacional definida por el tratado de Tartu en 1920 fue reemplazada jurídicamente por el límite administrativo, separado así las dos exrepúblicas soviéticas de Estonia y Rusia. Ivángorod pasó a formar parte de Rusia. Por las tensiones políticas que genera, el nuevo tratado fronterizo entre Estonia y Rusia no han entrado en vigor.

## Demografía
| 1959   | 1970   | 1979   | 1989   | 1996   | 2002   | 2008   |
| ------ | ------ | ------ | ------ | ------ | ------ | ------ |
| 14 400 | 11 600 | 10 700 | 11 800 | 12 100 | 11 206 | 10 922 |

## Galería

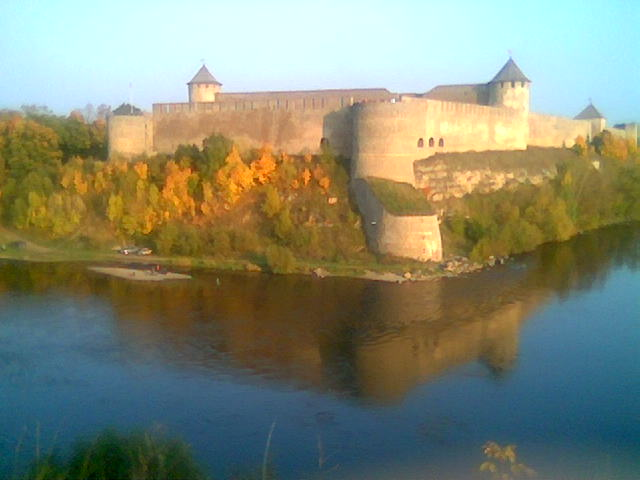
Fortaleza de Ivángorod desde el Narva.
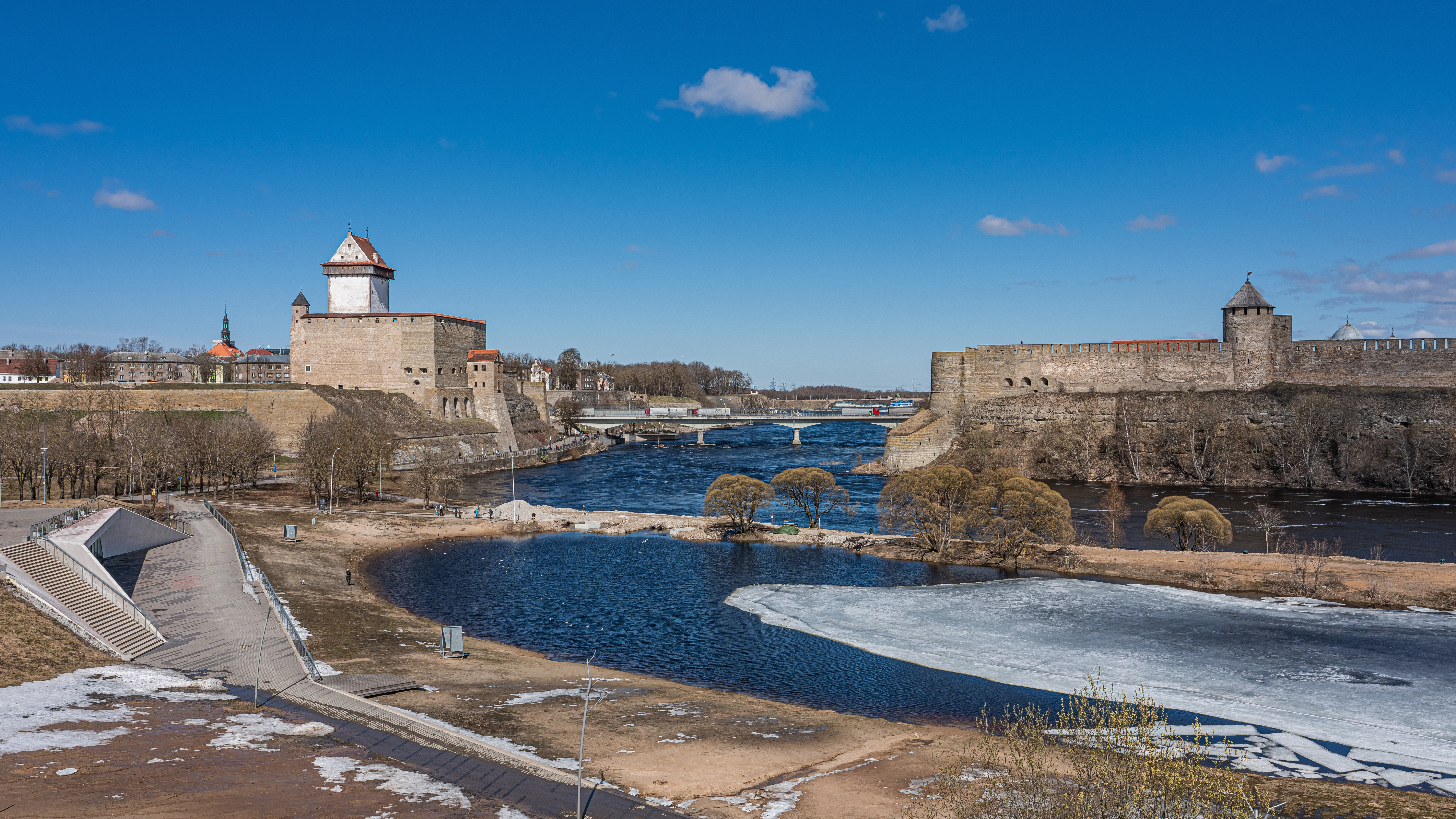
Fortaleza de Ivángorod a la derecha y de Narva a la izquierda.
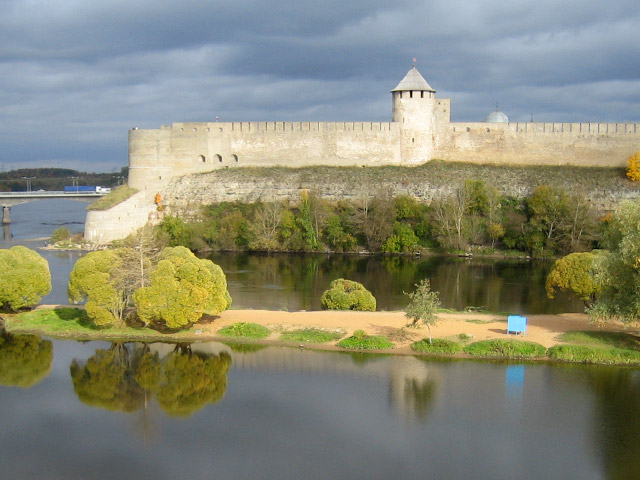
Otra vista de la fortaleza.
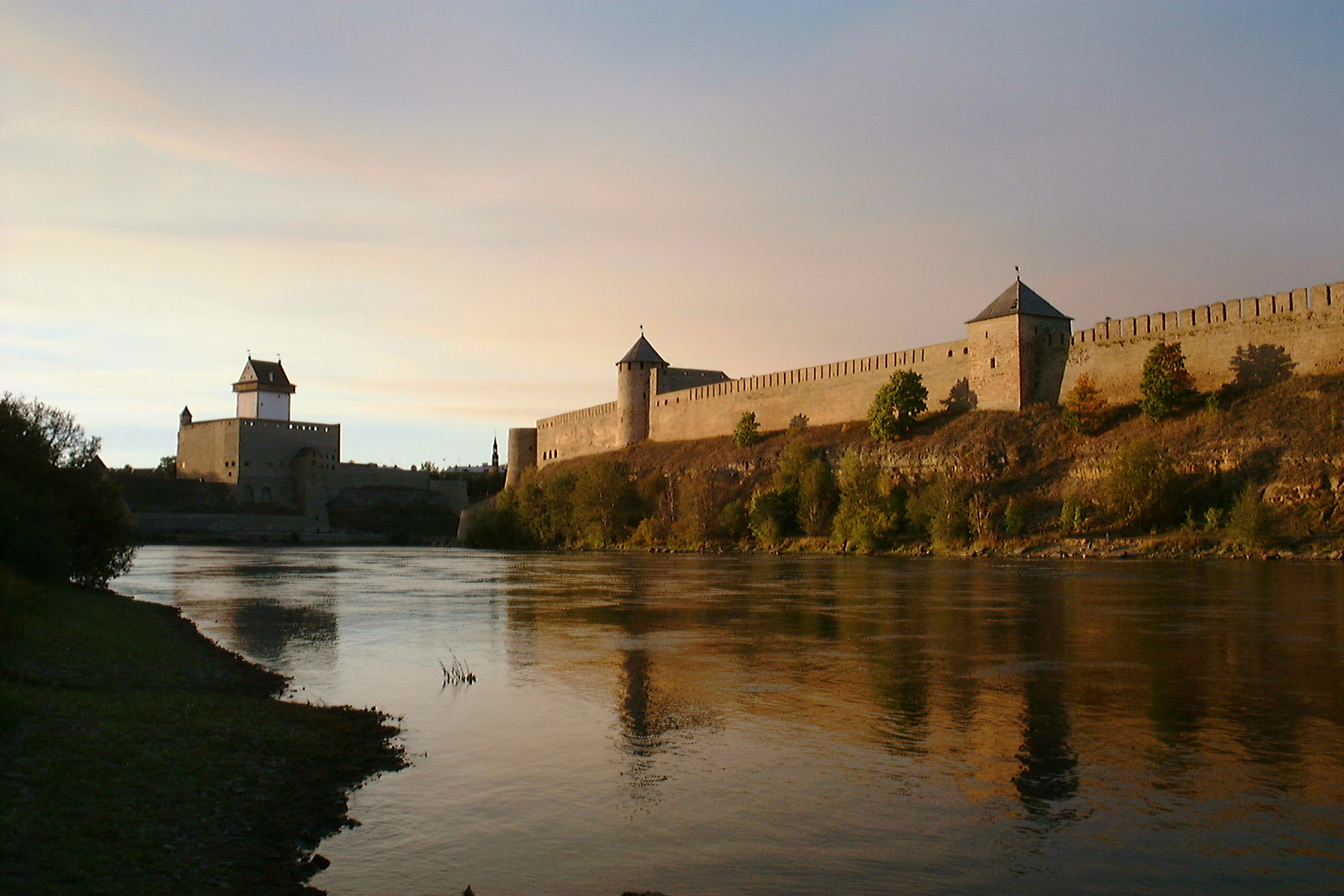
Otra vista de las dos fortalezas enfrentadas.